# Comuna Luncavița, Tulcea
Luncavița este o comună în județul Tulcea, Dobrogea, România, formată din satele Luncavița (reședința) și Rachelu.

## Așezare geografică
Comuna Luncavița este amplasată la 52 km de Tulcea în depresiunea cu același nume, pe DN 22. Teritoriul administrativ al comunei se învecinează: la nord , peste lacul Crapina, cu teritoriul administrativ al comunei Grindu și fluviul Dunărea, care face granița cu fostele teritorii ale URSS, la est cu teritoriul orașului Isaccea, la sud cu teritoriul comunei Greci și teritoriul comunei Hamcearca, iar la vest cu teritoriul comunei Jijila.
Legătura rutieră directă este asigurată de DN 22 Tulcea-Isaccea-Luncavița-Măcin-Brăila. Tot prin DN 22 și în continuare prin DJ 251 se face legătura cu orașul Galați.
Un alt drum ce asigura legătura în teritoriu este DJ 222 A, ce leagă localitatea Luncavița prin Pasul Teilor de teritoriul localității Nifon.

## Specific local
Gospodăria tradițională din Luncavița se înscrie în specificul celorlalte așezări de la Dunărea de Jos, cu „curte închisă” de factură agro-pastorală, cu elemente clare pentru „gospodăria cu curte dublă” (oborul sau ograda animalelor și oborul sau curtea casei). Studiile efectuate au evidențiat grija țăranilor față de animale dar și față de condițiile climatice, în ceea ce privește dispunerea casei sau a acareturilor față de punctele cardinale.
Începând cu anul 2002, în ultima duminică a lunii iunie, la Luncavița are loc "Sărbătoarea Teilor".
În anul 2011, Luncavița a fost una din primele localități din România care a aderat la sistemul „ghișeul.ro” de plată on-line a impozitelor.

## Economia
Activitățile predominante sunt comerciale și agricole. În zonă mai activează o carieră de extragere a pietrei. Luncavița formează o importantă zonă meliferă a țării, datorită ecosistemului care include foarte multe exemplare de tei.
În anul 2015, aproape jumătate din bugetul comunei a fost bazat pe fondurile UE.

## Relieful
Teritoriul administrativ al comunei Luncavița se află situat pe unitățile geomorfologice ale Dobrogei de Nord. Relieful este caracterizat de asocierea a trei subunități morfostructurale bine diferențiate: Lunca Dunării, Munții Măcinului și Podișul Niculițelului. Regionarea morfologică face ca relieful comunei să fie, în general, ușor vălurit, coborând în trepte de la peste 360 m, în sud, până aproape de nivelul mării, în
nord. Culmile înalte de la sud de zona studiată (Depresiunea Luncavița) sunt reprezentate prin Dealul Mare, la sud-vest de Văcăreni, vârful Văcăreni - la sud de localitate, culmea Ciclăiești la sud-vest de Luncavița, dealul Pietriș, dealul Fetei (la sud-est și, respectiv, est de Luncavița) și, de asemenea, dealurile de la sud și sud-est de Rachelu. Toate aceste înălțimi sunt separate prin văi torențiale care au
săpat trasee adânci în scoarță și care au direcția de curgere de la sud la nord, descărcându-se în Lunca Dunării.

## Istoric
Datorită zonei, Luncavița a înregistrat o continuitate a locuirii din cele mai vechi timpuri. Astfel, perioada neolitică în arealul luncăvițean atinge apogeul în perioada de tranzit spre epoca metalelor, când alături de o ceramică care impresionează și astăzi prin arta execuției și ornamentului, apar primele unelte din cupru. Continuitatea este dovedită de așezările epocii bronzului, unde vânătoarea și pescuitul rămân ocupații de bază alături de o agricultură în creștere. Specifice sunt uneltele din bronz, descoperite și în Luncavița, pe terasa Pârâului Sorniac. Pe teritoriul comunei, pe dealul La Milan", a fost descoperită o cetate din perioada romano-bizantină, ale cărei ruine se mai observă și astăzi.
Din secolul al XV-lea se observă din plin fenomenul transhumanței, ale cărui urme sunt întâlnite și astăzi.
În 1898, Primarul Trandafir Iorga (primar între 1890-1912), obținea de la regele Carol I un pașaport diplomatic, prin care avea libera trecere în Franța, pentru a cere ajutor autorităților franceze într-un proiect de aducțiune a apei potabile în interiorul comunei. Astfel, în 1910 Luncavița devenea prima localitate a Dobrogei cu sistem modern de alimentare cu apă potabilă.

## Turism
Comuna Luncavița este amplasată la egală distanță (7 km) de arealul a două mari arii naturale ecologice, Rezervația Biosferei Delta Dunării și situl de importanță comunitară Munții Măcinului. Ea se situează și între Parcul Național Munții Măcinului și Lunca Dunării.
Comuna Luncavița se află la distanțe accesibile de o serie de obiective de interes turistic cum ar fi: mănăstirea Saon, mănăstirea Celic-Dere, mănăstirea Cocoș, bazilica din Niculițel, cetatea Noviodunum (Isaccea), cetatea Dinogeția.
Trasee turistice:
Traseul Religios-Turistic: Mănăstirea Saon, Mănăstirea Celic Dere, Mănăstirea Cocoș - Sfinții martiri de la Niculițel.
Șantierul Arheologic „Cetățuia”, obiectivele arheologice „Cetatea Milan”, „La Monument” etc., muzeul arheologic amenajat în localitatea Luncăvița, Cetățile romane Dinogeția, Troesmis, Noviodunum.

## Demografie
Componența etnică a comunei Luncavița
     Români (90,47%)
     Alte etnii (0,08%)
     Necunoscută (9,45%)
Componența confesională a comunei Luncavița
     Ortodocși (89,88%)
     Alte religii (0,37%)
     Necunoscută (9,76%)
Conform recensământului efectuat în 2021, populația comunei Luncavița se ridică la 3.536 de locuitori, în scădere față de recensământul anterior din 2011, când fuseseră înregistrați 4.244 de locuitori. Majoritatea locuitorilor sunt români (90,47%), iar pentru 9,45% nu se cunoaște apartenența etnică. Din punct de vedere confesional, majoritatea locuitorilor sunt ortodocși (89,88%), iar pentru 9,76% nu se cunoaște apartenența confesională.

## Politică și administrație
Comuna Luncavița este administrată de un primar și un consiliu local compus din 13 consilieri. Primarul, Aurel Iorga[*], de la Partidul Social Democrat, este în funcție din octombrie 2020. Începând cu alegerile locale din 2024, consiliul local are următoarea componență pe partide politice:
|  | Partid                    | Consilieri | Componența Consiliului | Componența Consiliului | Componența Consiliului | Componența Consiliului | Componența Consiliului | Componența Consiliului | Componența Consiliului | Componența Consiliului | Componența Consiliului | Componența Consiliului |
|  | ------------------------- | ---------- | ---------------------- | ---------------------- | ---------------------- | ---------------------- | ---------------------- | ---------------------- | ---------------------- | ---------------------- | ---------------------- | ---------------------- |
|  | Partidul Social Democrat  | 10         |                        |                        |                        |                        |                        |                        |                        |                        |                        |                        |
|  | Partidul Național Liberal | 3          |                        |                        |                        |                        |                        |                        |                        |                        |                        |                        |

## Personalități născute aici
- Ion Ionașcu (n. 1940), profesor, jurnalist;
- Ștefan Ilie (n. 1977), politician, primar al orașului Tulcea.